# Pleuroptya punctimarginalis
Pleuroptya punctimarginalis là một loài bướm đêm trong họ Crambidae.